# Nery Pumpido
Nery Alberto Pumpido Barrinat (Monje, Provincia de Santa Fe, 30 de julio de 1957) es un exfutbolista y 
exdirector técnico argentino. Actualmente ocupa los cargos de Secretario General Adjunto de Fútbol y Director de Desarrollo de CONMEBOL. Jugó como arquero, destacándose en Unión de Santa Fe y posteriormente en River Plate, y disputando con la selección argentina las copas mundiales de México 1986 e Italia 1990.

## Trayectoria

### Como jugador

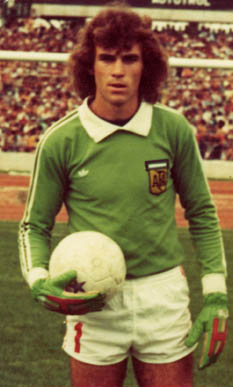
Pumpido en Unión

Pumpido comenzó su carrera profesional el 12 de septiembre de 1976 en Unión de Santa Fe. Con el tatengue logró llegar a la final del Nacional 1979 que perdería con River Plate por la regla del gol visitante. En su equipo logró destacarse, teniendo otras memorables campeonatos en el club santafesino, hasta que en 1981 se traslada a Liniers para jugar en Vélez Sarsfield. 
Su nivel en el arco llevó al director técnico de la selección nacional César Luis Menotti a llevarlo al Copa Mundial de la FIFA 1982 como tercer arquero.

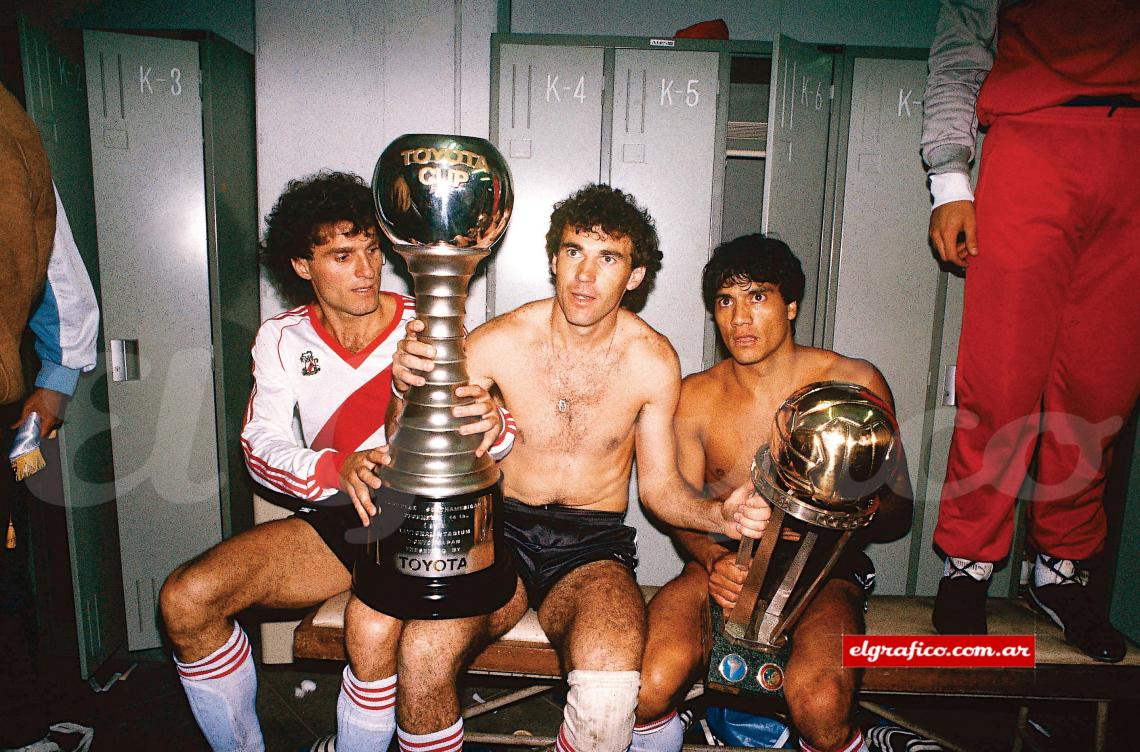
Con la Copa Intercontinental. A su derecha Ruggeri, a su izquierda Enrique

En 1983 llega a River Plate. El equipo sufrió una gran baja en el arco con la salida de Ubaldo Fillol, y acompañado de campañas en las que el conjunto millonario no venía dando la talla, Pumpido tuvo que asumir la responsabilidad de cubrir un puesto clave. Estuvo allí durante más de cuatro años y quedó en la historia de River al lograr el Campeonato 1985-86, la Copa Libertadores de 1986 y la Intercontinental de aquel año, completando el triplete y siendo parte del primer plantel argentino en hacerlo. Terminó invicto de todos los Superclásicos que jugó durante su estadía.
En medio de sus años más laureados se disputó la Copa Mundial de Fútbol de 1986, que Argentina ganó. Pumpido era el segundo arquero en consideración de Carlos Bilardo y a pesar de que no tapó en ningún partido de las eliminatorias rumbo a México, pues el titular era el indiscutible pato Fillol, llegó a ser el arquero titular de cara al Mundial, ganándole el puesto a Luis Islas, y debido a la exclusión sin motivos deportivos, ni aclarados después de Fillol. Recibió cinco goles a lo largo de los siete partidos que llevaron a la selección nacional a quedarse por segunda vez con la Copa Mundial de la FIFA.
Una fractura en el antebrazo le impidió participar de la Copa América 1987. Si bien ya había disputado el primer partido con Argentina en la edición de 1983, no fue hasta la de 1989 que logró tener protagonismo real en el arco argentino en esta competición, jugando los últimos cinco partidos y terminando tercero.
Pumpido estuvo presente en Italia 1990, pero se quebró la tibia y el peroné de la pierna derecha, al chocar con su compañero Julio Olarticoechea en el segundo partido ante la Unión Soviética. Fue reemplazado por Sergio Goycochea durante el resto del torneo, y este último terminaría siendo considerado el mejor arquero de ese mundial.
Durante su carrera también jugó en el Betis de España. Ya en su regreso a la Argentina, vuelve a atajar en Unión, el club de sus amores, donde no logra evitar el descenso de categoría. Luego de estar parado seis meses, en 1993 tuvo un fugaz paso por Lanús donde finalmente decide retirarse.

#### Lesión
El martes 7 de julio de 1987 Nery Pumpido, arquero de River Plate, realizaba un entrenamiento a las órdenes del preparador físico Luis María Bonini que consistía en saltar y tocar el travesaño del arco, cuando se le enganchó el anillo de bodas en uno de los ganchos que sostienen la red. 

Me desguanté, así se llama, pero no perdí el dedo, sino que se me desprendió la piel y se me fue hacia adelante. El problema lo tuve en la primera falange del anular, perdí un pedacito, pero me operaron y quedó todo bien.
Nery Pumpido

Se le reimplantó el tejido mediante una operación de microcirugía. Una semana más tarde los médicos comprobaron que había reaccionado bien a pesar de las horas que estuvo desprendido del resto del cuerpo.

### Como entrenador
Como técnico, Pumpido inició su carrera en Los Andes en 1995 junto a José Luis Brown. Luego fue ayudante de campo de Carlos Salvador Bilardo en Boca Juniors en 1996.
Ha dirigido también a Unión y a Olimpia de Paraguay, con el que ganó la Copa Libertadores de 2002. Luego de eso afirmó que daba un paso al costado porque quería darse un descanso pero afirmó volver alguna vez a ese club tan querido por él. También dirigió con éxito a Tigres de México, y en 2005 Pumpido volvió al fútbol argentino dirigiendo a Newell's Old Boys. Luego regresó al fútbol mexicano dirigiendo sin éxito a Veracruz. 
Durante las eliminatorias, partidos amistosos y el Mundial de Sudáfrica 2010 fue el entrenador de arqueros cuya dirección técnica estuvo a cargo de Diego Armando Maradona.

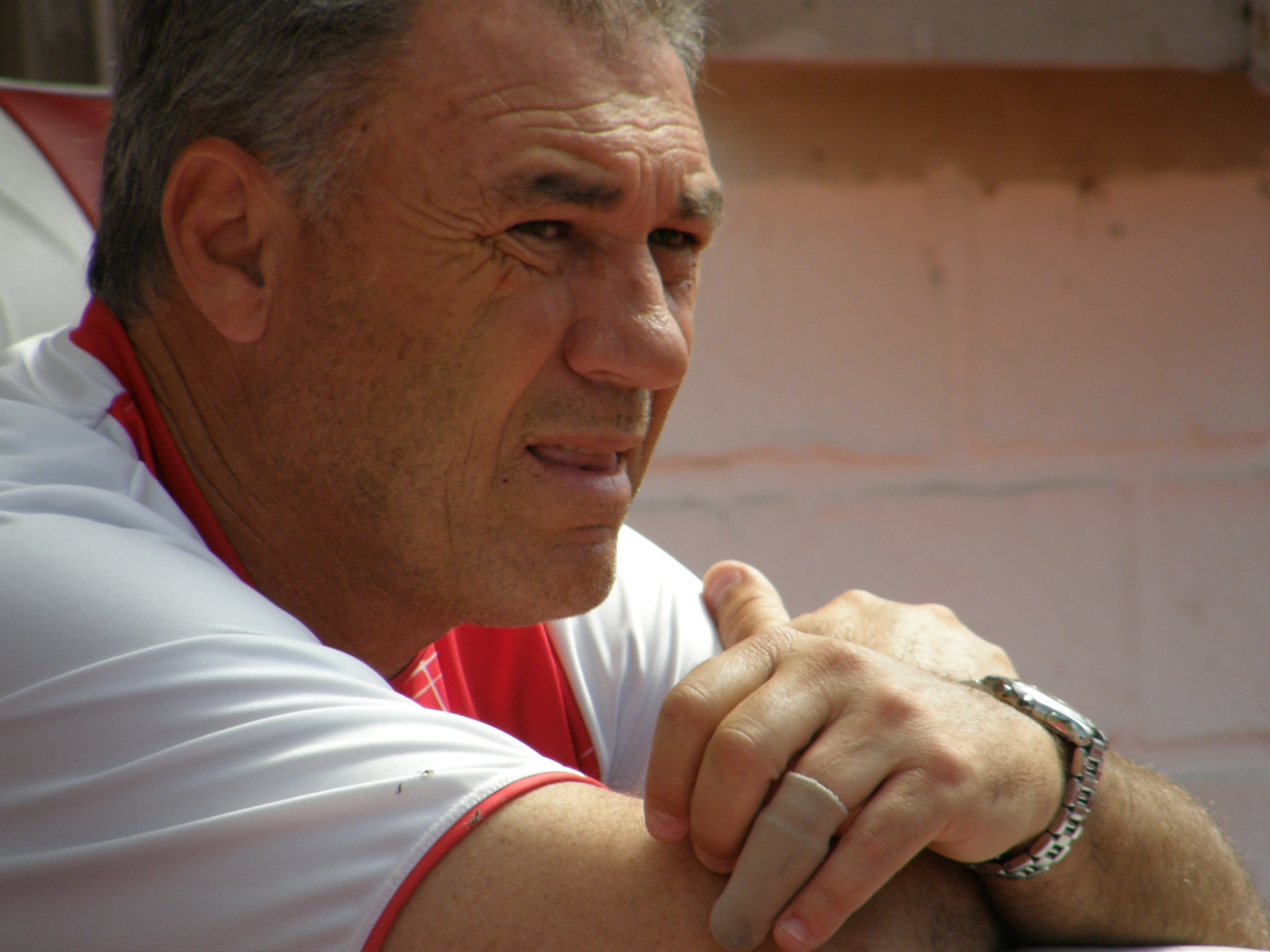
Pumpido en el banco de Unión

Para la temporada 2009-10 de la Primera B Nacional de Argentina asumió el cargo de mánager en Unión de Santa Fe, con su amigo y exayudante de campo Fernando Alí como director técnico del primer equipo. Luego de una deslucida actuación del plantel profesional en esa misma temporada, donde no logró sus objetivos de ascenso, decide presentar la renuncia.
En el 2011 arrancó su segundo proceso con Olimpia, armando el equipo que sería la base del que lograría el campeonato número 39, ya con otro entrenador entonces. En diciembre de 2011 se convierte en el director técnico de Godoy Cruz de Mendoza sustituyendo a Jorge da Silva. En septiembre de 2012 asume como técnico de Unión de Santa Fe tras la destitución de Frank Darío Kudelka. Se hizo cargo del equipo a partir de la sexta fecha del Torneo Inicial 2012, y cosechó siete empates y siete derrotas. Unión finalizó el torneo en la última posición, sin sumar ninguna victoria y altamente comprometido con el descenso. Tras empatar 1 a 1 con Racing en la última jornada, Pumpido decidió renunciar a la dirección técnica del club.
El 8 de octubre de 2014 retorna a Olimpia para un tercer periodo como entrenador donde tendría su última experiencia en el rubro.

## Estadísticas

### Como jugador

#### Clubes
| Unión Argentina |               |               |     |     |     |   |   |    |    |    |     |     |     |     |
| 1.ª | N-1976        | 2             | 2   | 1   | -   | - | - | -  | -  | -  | 12  | 4   | 0   |     |
| 1.ª | N-1977        | 7             | 13  | 1   | -   | - | - | -  | -  | -  | 7   | 13  | 1   |     |
| 1.ª | M-1979        | 13            | 10  | 7   | -   | - | - | -  | -  | -  | 5   | 1   | 4   |     |
| 1.ª | M-1979        | 12            | 13  | 4   | -   | - | - | -  | -  | -  | 12  | 13  | 4   |     |
| 1.ª | N-1979        | 16            | 12  | 9   | -   | - | - | -  | -  | -  | 16  | 12  | 9   |     |
| 1.ª | M-1980        | 30            | 31  | 10  | -   | - | - | -  | -  | -  | 30  | 31  | 10  |     |
| 1.ª | N-1980        | 12            | 15  | 4   | -   | - | - | -  | -  | -  | 12  | 15  | 4   |     |
| 1.ª | M-1981        | 33            | 36  | 10  | -   | - | - | -  | -  | -  | 33  | 36  | 10  |     |
| 1.ª | N-1981        | 11            | 12  | 2   | -   | - | - | -  | -  | -  | 11  | 12  | 2   |     |
| 1.ª | A-1991        | 18            | 16  | 9   | -   | - | - | -  | -  | -  | 18  | 16  | 9   |     |
| 1.ª | C-1992        | 14            | 14  | 5   | -   | - | - | -  | -  | -  | 14  | 14  | 5   |     |
| Total club | Total club    | 168           | 174 | 62  | 0   | 0 | 0 | 0  | 0  | 0  | 168 | 174 | 62  |     |
| Vélez Sarsfield Argentina |               |               |     |     |     |   |   |    |    |    |     |     |     |     |
| 1.ª | M-1982        | 33            | 35  | 13  | -   | - | - | -  | -  | -  | 33  | 35  | 13  |     |
| 1.ª | N-1983        | 13            | 8   | 8   | -   | - | - | -  | -  | -  | 13  | 8   | 8   |     |
| 1.ª | M-1983        | 32            | 39  | 7   | -   | - | - | -  | -  | -  | 32  | 39  | 7   |     |
| Total club | Total club    | 78            | 82  | 28  | 0   | 0 | 0 | 0  | 0  | 0  | 78  | 82  | 28  |     |
| River Plate Argentina |               |               |     |     |     |   |   |    |    |    |     |     |     |     |
| 1.ª | N-1984        | 12            | 13  | 4   | -   | - | - | -  | -  | -  | 12  | 13  | 4   |     |
| 1.ª | M-1984        | 34            | 36  | 12  | -   | - | - | -  | -  | -  | 34  | 36  | 12  |     |
| 1.ª | N-1985        | 9             | 9   | 4   | -   | - | - | -  | -  | -  | 9   | 9   | 4   |     |
| 1.ª | 1985-86       | 27            | 15  | 13  | -   | - | - | -  | -  | -  | 11  | 17  | 3   |     |
| 1.ª | 1986-87       | 17            | 24  | 4   | -   | - | - | 14 | 8  | 8  | 31  | 32  | 12  |     |
| 1.ª | 1987-88       | 25            | 28  | 11  | -   | - | - | 6  | 7  | 1  | 31  | 35  | 12  |     |
| Total club | Total club    | 124           | 125 | 48  | 0   | 0 | 0 | 20 | 15 | 9  | 144 | 140 | 57  |     |
| Real Betis · España |               |               |     |     |     |   |   |    |    |    |     |     |     |     |
| 1.ª | 1988-89       | 36            | 57  | 12  | 4   | 3 | 2 | -  | -  | -  | 40  | 60  | 14  |     |
| 2.ª | 1989-90       | 33            | 23  | 17  | 5   | 5 | 2 | -  | -  | -  | 38  | 28  | 19  |     |
| Total club | Total club    | 69            | 80  | 29  | 9   | 8 | 4 | 0  | 0  | 0  | 78  | 88  | 33  |     |
| Total carrera | Total carrera | Total carrera | 439 | 461 | 167 | 9 | 8 | 4  | 20 | 15 | 9   | 468 | 484 | 180 |
| (1) Incluye datos de la Copa del Rey. (2) Incluye datos de la Copa Libertadores Copa Intercontinental, Supercopa Sudamericana. (3) No incluyen partidos amistosos. |               |               |     |     |     |   |   |    |    |    |     |     |     |     |

### Selección nacional
| Selección | Año   | Amistoso | Amistoso | Amistoso | Copa América | Copa América | Copa América | Mundial | Mundial | Mundial | Total | Total | Total |
| Selección | Año   | PJ       | GR       | VI       | PJ           | GR           | VI           | PJ      | GR      | VI      | PJ    | GR    | VI    |
| --------- | ----- | -------- | -------- | -------- | ------------ | ------------ | ------------ | ------- | ------- | ------- | ----- | ----- | ----- |
| Argentina | 1983  | 2        | 1        | 1        | 1            | 2            | 0            | -       | -       | -       | 3     | 3     | 1     |
| Argentina | 1984  | 9        | 5        | 4        | -            | -            | -            | -       | -       | -       | 9     | 5     | 4     |
| Argentina | 1985  | 1        | 0        | 1        | -            | -            | -            | -       | -       | -       | 1     | 0     | 1     |
| Argentina | 1986  | 2        | 4        | 0        | -            | -            | -            | 7       | 5       | 3       | 9     | 9     | 3     |
| Argentina | 1987  | 1        | 0        | 1        | -            | -            | -            | -       | -       | -       | 1     | 0     | 1     |
| Argentina | 1988  | 3        | 6        | 0        | -            | -            | -            | -       | -       | -       | 3     | 6     | 0     |
| Argentina | 1989  | -        | -        | -        | 5            | 4            | 3            | -       | -       | -       | 5     | 4     | 3     |
| Argentina | 1990  | 1        | 1        | 0        | -            | -            | -            | 2       | 1       | 1       | 3     | 2     | 1     |
| Total     | Total | 19       | 16       | 7        | 6            | 6            | 3            | 9       | 6       | 4       | 34    | 28    | 14    |

### Como asistente técnico
| Club                                  | País      | Año  |
| ------------------------------------- | --------- | ---- |
| Los Andes                             | Argentina | 1995 |
| Boca Juniors (Entrenador de Arqueros) | Argentina | 1996 |
| Lecce                                 | Italia    | 1997 |

### Como entrenador
| Club                  | País           | Año       |
| --------------------- | -------------- | --------- |
| Los Andes             | Argentina      | 1995      |
| Unión de Santa Fe     | Argentina      | 1999-2001 |
| Olimpia               | Paraguay       | 2001-2003 |
| Tigres                | México         | 2003-2004 |
| Newell's Old Boys     | Argentina      | 2005-2007 |
| Veracruz              | México         | 2007      |
| Al-Shabab             | Arabia Saudita | 2008      |
| Olimpia               | Paraguay       | 2011      |
| Godoy Cruz de Mendoza | Argentina      | 2012      |
| Unión de Santa Fe     | Argentina      | 2012      |
| Olimpia               | Paraguay       | 2014-2015 |

#### Estadísticas como entrenador
| Equipo                      | Div.                       | Torneo                     | Estadísticas | Estadísticas | Estadísticas | Estadísticas | Estadísticas | Estadísticas | Estadísticas | Estadísticas |
| Equipo                      | Div.                       | Torneo                     | PJ           | G            | E            | P            | GF           | GC           | DG           | Efectividad% |
| --------------------------- | -------------------------- | -------------------------- | ------------ | ------------ | ------------ | ------------ | ------------ | ------------ | ------------ | ------------ |
| Unión de Santa Fe Argentina | 1.ª                        | Apertura 1999              | 12           | 3            | 6            | 3            | 17           | 17           | 0            | 41,66%       |
| Unión de Santa Fe Argentina | 1.ª                        | Clausura 2000              | 19           | 9            | 2            | 8            | 28           | 40           | -12          | 50,87%       |
| Unión de Santa Fe Argentina | 1.ª                        | Apertura 2000              | 19           | 6            | 8            | 5            | 23           | 21           | +2           | 45,61%       |
| Unión de Santa Fe Argentina | 1.ª                        | Clausura 2001              | 19           | 5            | 5            | 9            | 32           | 36           | -4           | 35,09%       |
| Unión de Santa Fe Argentina | Total                      | Total                      | 69           | 23           | 21           | 25           | 100          | 114          | -14          | 43,48%       |
| Olimpia Paraguay            | 1.ª                        | Apertura 2002              | 13           | 5            | 4            | 4            | 17           | 15           | +2           | 48,71%       |
| Olimpia Paraguay            | 1.ª                        | Clausura 2002              | 18           | 8            | 6            | 4            | 33           | 25           | +8           | 55,56%       |
| Olimpia Paraguay            | 1.ª                        | Copa Libertadores 2002     | 14           | 8            | 3            | 3            | 19           | 12           | +7           | 64,28%       |
| Olimpia Paraguay            | 1.ª                        | Copa Intercontinental 2002 | 1            | 0            | 0            | 1            | 0            | 2            | -2           | 0%           |
| Olimpia Paraguay            | 1.ª                        | Apertura 2003              | 5            | 3            | 1            | 1            | 9            | 6            | +3           | 66,67%       |
| Olimpia Paraguay            | 1.ª                        | Copa Libertadores 2003     | 4            | 0            | 3            | 1            | 2            | 3            | -1           | 25%          |
| Olimpia Paraguay            | Total                      | Total                      | 55           | 24           | 17           | 14           | 80           | 63           | +17          | 53,94%       |
| Tigres · México             | 1.ª                        | Apertura 2003              | 25           | 14           | 5            | 6            | 44           | 26           | +18          | 62,66%       |
| Tigres · México             | 1.ª                        | Clausura 2004              | 19           | 6            | 5            | 8            | 37           | 39           | -2           | 40,35%       |
| Tigres · México             | 1.ª                        | Apertura 2004              | 16           | 5            | 5            | 6            | 33           | 27           | +6           | 41,67%       |
| Tigres · México             | Total                      | Total                      | 60           | 25           | 15           | 20           | 114          | 92           | +22          | 50%          |
| Newell's Old Boys Argentina | 1.ª                        | Apertura 2005              | 9            | 3            | 2            | 4            | 15           | 9            | +6           | 40,74%       |
| Newell's Old Boys Argentina | 1.ª                        | Clausura 2006              | 19           | 8            | 7            | 4            | 27           | 18           | +9           | 54,38%       |
| Newell's Old Boys Argentina | 1.ª                        | Apertura 2006              | 19           | 3            | 7            | 9            | 21           | 28           | -7           | 28,07%       |
| Newell's Old Boys Argentina | 1.ª                        | Clausura 2007              | 2            | 0            | 0            | 2            | 1            | 4            | -3           | 0%           |
| Newell's Old Boys Argentina | Total                      | Total                      | 49           | 14           | 16           | 19           | 64           | 59           | +5           | 39,45%       |
| Veracruz · México           | 1.ª                        | Apertura 2007              | 11           | 3            | 1            | 7            | 13           | 21           | -8           | 30,30%       |
| Veracruz · México           | Total                      | Total                      | 11           | 3            | 1            | 7            | 13           | 21           | -8           | 30,30%       |
| Al-Shabab Arabia Saudita    | 1.ª                        | 2008–09 Saudi Pro League   | 11           | 6            | 1            | 4            | 19           | 13           | +6           | 61,90%       |
| Al-Shabab Arabia Saudita    | Total                      | Total                      | 11           | 6            | 1            | 4            | 19           | 13           | +6           | 61,90%       |
| Olimpia Paraguay            | 1.ª                        | Apertura 2011              | 19           | 11           | 4            | 4            | 37           | 17           | +20          | 64,91%       |
| Olimpia Paraguay            | Total                      | Total                      | 19           | 11           | 4            | 4            | 37           | 17           | +20          | 64,91%       |
| Godoy Cruz Argentina        | 1.ª                        | Clausura 2012              | 10           | 1            | 6            | 3            | 7            | 12           | -5           | 30%          |
| Godoy Cruz Argentina        | 1.ª                        | Copa Libertadores 2012     | 5            | 1            | 2            | 2            | 8            | 12           | -4           | 33%          |
| Godoy Cruz Argentina        | Total                      | Total                      | 15           | 2            | 8            | 5            | 15           | 24           | -9           | 31%          |
| Unión de Santa Fe Argentina | 1.ª                        | Inicial 2012               | 14           | 0            | 7            | 7            | 13           | 24           | -11          | 16,67%       |
| Unión de Santa Fe Argentina | Total                      | Total                      | 14           | 0            | 7            | 7            | 13           | 24           | -11          | 16,67%       |
| Unión de Santa Fe Argentina | Total en Unión de Santa Fe | Total en Unión de Santa Fe | 83           | 23           | 28           | 32           | 113          | 138          | -25          | 38,96%       |
| Olimpia Paraguay            | 1.ª                        | Clausura 2014              | 11           | 2            | 4            | 5            | 12           | 13           | -1           | 30,30%       |
| Olimpia Paraguay            | Total                      | Total                      | 11           | 2            | 4            | 5            | 12           | 13           | -1           | 30,30%       |
| Olimpia Paraguay            | Total en Olimpia           | Total en Olimpia           | 85           | 37           | 25           | 23           | 129          | 93           | +36          | 53%          |
| Total en su carrera         | Total en su carrera        | Total en su carrera        | 314          | 110          | 94           | 110          | 467          | 440          | +27          | 45,01%       |

### Como mánager
| Club              | País      | Año       |
| ----------------- | --------- | --------- |
| Unión de Santa Fe | Argentina | 2009-2010 |

## Selección nacional

### Participaciones en Copas del Mundo
| Mundial                      | Sede   | Resultado     | PJ | GR |
| ---------------------------- | ------ | ------------- | -- | -- |
| Copa Mundial de la FIFA 1982 | España | Segunda ronda | 0  | 0  |
| Copa Mundial de la FIFA 1986 | México | Campeón       | 7  | -5 |
| Copa Mundial de la FIFA 1990 | Italia | Subcampeón    | 2  | -1 |

## Palmarés

### Como jugador

#### Campeonatos nacionales
| Título           | Equipo      | País      | Año     |
| ---------------- | ----------- | --------- | ------- |
| Primera División | River Plate | Argentina | 1985-86 |

#### Copas internacionales
| Título                  | Equipo              | Sede         | Año  |
| ----------------------- | ------------------- | ------------ | ---- |
| Copa Mundial de la FIFA | Selección Argentina | México DF    | 1986 |
| Copa Libertadores       | River Plate         | Buenos Aires | 1986 |
| Copa Intercontinental   | River Plate         | Tokio        | 1986 |

### Como entrenador

#### Copas internacionales
| Título            | Equipo  | Sede      | Año  |
| ----------------- | ------- | --------- | ---- |
| Copa Libertadores | Olimpia | São Paulo | 2002 |

### Distinciones individuales
| Distinción                                  | Año  |
| ------------------------------------------- | ---- |
| Parte del Equipo Ideal de América           | 1986 |
| Nominado a Entrenador del Año en Sudamérica | 2002 |